# Чёрная рука (фильм)
«Чёрная рука» (англ.  Black Hand) — фильм нуар режиссёра Ричарда Торпа, который вышел на экраны в 1950 году.
Действие фильма происходит в нью-йоркском районе Маленькая Италия в 1900-е годы. Фильм рассказывает об итальянском иммигранте Джонни Коламбо (Джин Келли), который после убийства отца с помощью инспектора полиции Луиса Лорелли (Дж. Кэррол Нэш) начинает борьбу с бандой рэкетиров «Чёрная рука», которой руководит Сезар Хавьер Серпи (Марк Лоуренс).
Несмотря на некоторую упрощённость сюжета, фильм получил хорошие отзывы критики, отметившей качественную режиссуру Торпа и отличную игру исполнителей главных ролей — Келли, Нэша и Челли.

## Сюжет
В 1900 году в нью-йоркском районе Маленькая Италия адвокат итальянского происхождения Роберто Коламбо (Питер Брокко) приходит на тайную встречу в номер гостиницы Carey Street Hotel, чтобы передать сержанту полиции Рокко письмо с требованием денег и угрозами, которое он получил от известной банды вымогателей «Чёрная рука». В тот момент, когда Роберто описывает «сержанту» (Марк Лоуренс) приходивших к нему двух рэкетиров, они появляются за его спиной, убивая адвоката ударом ножа в спину. Труп Роберто бросают в кладовую комнату, где уже лежит тело зарезанного настоящего сержанта. Инспектор полиции Луис Лорелли (Дж. Кэррол Нэш), который является близким другом семьи Рокко, утешает вдову убитого сержанта Марию, которая в отчаянии решает вернуться с маленьким сыном Джонни в Италию.
Восемь лет спустя, вскоре после смерти матери, повзрослевший Джонни Коламбо (Джин Келли) возвращается в Нью-Йорк с намерением отомстить за смерть отца и остановить преступную деятельность «Чёрной руки». Он начинает с розыска Мориани (Моррис Сэмюэлс), человека, который работал в гостинице Carey Street Hotel в день убийства отца. Однако выясняется, что тот больше не работает, и сотрудники гостиницы рекомендуют Джонни обратиться за информацией в банк мистера Серпи, которому принадлежит и гостиница. В банке Джонни встречает подругу детства Изабеллу Гомболи (Тереза Челли), которая работает там кассиром. Она приглашает Джонни к себе домой, где живёт с 10-летним братом Руди (Джимми Лагано). Когда Джонни просит её помочь найти Мориани, Изабелла догадывается, что он приехал отомстить за смерть отца. Она показывает Джонни дом напротив, в котором её семья жила ранее, рассказывая, что «Чёрная рука» устроила в этом доме взрыв, в результате которого погибло 35 человек, в том числе вся её семья, и лишь ей с братом чудом удалось остаться в живых. Изабелла говорит, что поодиночке «Чёрную руку» не остановить, и предлагает объединить местных жителей, страдающих от банды, в лигу граждан и бороться всем вместе. Затем она сообщает, что Мориани работает барменом в ближайшем баре. Найдя в баре Мориани, Джонни видит, что тот явно боится говорить об убийстве отца, назначая встречу вечером после работы.
Когда Джонни вечером приходит к Мориани, выясняется, что тот убит, и инспектор Лорелли уже начал расследование. Детектив говорит, что много лет бьётся с «Чёрной рукой», однако это приводит лишь к новым убийствам и взрывам. Инспектор, который когда-то был влюблён в Марию и относится к Джонни как к сыну, рекомендует ему получить хорошее образование и заняться своей личной жизнью, однако Джонни говорит, что прежде найдёт убийц. Парень решает воспользоваться советом Изабеллы и начинает вместе с ней обходить местных жителей, агитируя их вступать в гражданскую группу по противодействию бандитам. Среди прочих они заходят в мастерскую к портному Бенни Данетте (Марио Силетти), который отказывается вступать в лигу на том основании, что у него собственные проблемы. Его 10-летнего сына Франческо похитили после того, как Бенни отказался платить «Чёрной руке» в два раза больше, чем платил ранее. На улице Изабелла и Джонни решают освободить мальчика с помощью лиги, в которую уже вступило шестеро человек с жёнами. Их встречает Лорелли, который привлёк в лигу 14 человек, предлагая завтра провести первое собрание. На собрании лиги, где помимо Лорелли присутствует капитан полиции Томпсон (Барри Келли), а также влиятельный местный банкир Серпи (Марк Лоуренс) все ожидают появления Джонни, которого собираются избрать президентом. Пока Лорелли рассказывает гражданам о деятельности «Чёрной руки», двое бандитов вталкивают в зал избитого Джонни со сломанной ногой и скрываются. Увидев эту картину, участники собрания сразу же расходятся по домам. Владельцы магазинчиков продолжают платить как и ранее, и все их деньги стекаются к Серпи.
Вскоре члены «Чёрной руки» подкладывают бомбу на порог галантерейного магазина Карло Саббаллеры (Фрэнк Пулья). В результате взрыва магазин уничтожен, однако никто не погиб. В этот момент Джонни и Изабелла помимо расследования погрузились также в изучение юриспруденции. На месте взрыва полиция находит фрагмент записки с текстом, которая прилипла к обшивке взрывного устройства. Лорелли говорит Джонни, что с согласия Томпсона он берёт его временным сотрудником, поручая собрать образцы подписей жителей квартала. Вместе с экспертом Джонни в течение нескольких дней работает в районном архиве. Наконец они определяют, что на записке надпись сделана рукой некого Джорджа Аллани (Карл Миллитэр), которого задерживают прямо дома. Вскоре Аллани предстаёт перед судом, однако запуганный Саббалера отказывается признать, что Аллани вымогал у него деньги. Лорелли страстно доказывает судье и присяжным, что Аллани действует по указанию «Чёрной руки», и судить надо не человека, а всю организацию. Детектив рассказывает о судьбе простых итальянцев, которых сама история подталкивает к тому, чтобы не доверять полиции и судам, и потому нет ничего удивительного в поведении Саббалеры. Когда процесс уже идёт к концу, и Аллани собираются освободить, Лорелли получает пакет из Неаполя. Как выясняется, детектив направил в Италию запрос относительно Аллани, и теперь пришёл ответ, согласно которому его настоящее имя Томасино, и в Италии он разыскивается по обвинению в убийстве. В соответствии с американским законодательством судья закрывает дело о рэкете ввиду отсутствия улик, однако на основании данных итальянской полиции принимает решение о депортации Аллани-Томасино в Италию. Лорелли говорит Джонни, что неоднократно направлял в Италию подобные запросы и ранее, и наконец, впервые получил ответ, давший судье основание принять решение о депортации. После суда Джонни понимает, что многих членов «Чёрной руки» можно будет депортировать на основании уголовных дел, возбуждённых против них в Италии. Лорелли вызывается съездить в Неаполь, чтобы собрать материал на преступников в полицейском архиве, однако руководство отказывается выделить средства на командировку. Тогда Лорелли берёт отпуск и отправляется в Неаполь за свой счёт. В порту Изабелла рассказывает, что просила у Серпи денег на поездку Лорелли, рассказав ему о цели поездки. Однако ни она, ни Джонни не думают, что это может повредить Лорелли, считая, что Серпи поддерживает борьбу с «Чёрной рукой». В Неаполе Лорелли с помощью начальника полицейского архива собирает дела на преступников, которые известны по связям с «Чёрной рукой», и запечатывает их в пакет. Когда поздно вечером вместе с начальником архива он идёт к почтовому ящику, на них нападают двое вооружённых бандитов. В результате перестрелки начальника архива и одного из бандитов убивают, однако Лорелли успевает добежать до почтового ящика и бросить пакет. В этот момент второй бандит догоняет и убивает инспектора, который умирает на руках у появившихся вскоре полицейских.
Узнав из газет об убийстве Лорелли, Джонни и Изабелла понимают, что за этим стоит «Чёрная рука». В этот момент Изабелле по телефону сообщают, что её брат Руди похищен, и похитители готовы обменять его на конверт, который Джонни должен получить от Лорелли из Неаполя. Изабелла соглашается на условия бандитов, после чего просит Джонни помочь. Тот направляется к Данетте, силой выбивая из него имя человека, который стоял за похищением его сына — это некий владелец винного магазина Риаго (Карло Триколи). Джонни следит за магазином Риаго, вскоре замечая подозрительного человека, который выходит оттуда поздно вечером. Джонни идёт по следу человека, незаметно проникая за ним в дом, который оказывается логовом «Чёрной руки». В одной из запертых комнат он видит Руди, однако в этот момент к нему сзади подбираются люди «Чёрной руки», которые бьют и связывают его. Под угрозой того, что бандиты искалечат Руди, Джонни вынужден назвать адрес, где хранится конверт. Перед отправлением за конвертом, бандиты бросают Джонни в кладовую, где он вскоре замечает спрятанную под материалом взрывчатку. Джонни ногами дотягивается до оставленной в пепельнице непотушенной сигары одного из бандитов, зажимает её между ног, разворачивается и поджигает сигарой бикфордов шнур. Вскоре, когда Джонни выводят из комнаты, он отпрыгивает в сторону на пол за ящиками. В этот момент происходит мощный взрыв, в результате которого обрушаются конструкции, и многие бандиты гибнут на месте. Однако Джонни удаётся выбраться из-под обломков, и он видит, что Серпи с конвертом в руках тоже жив. Джонни гонится за Серпи по лестнице, а затем по крыше. Перебравшись в соседний дом, Серпи пытается убить Джонни подвернувшейся под руку мотыгой, однако Джонни уворачивается и бросает в спину Серпи нож. Серпи умирает, а Джонни забирает у него конверт. Пока пожарные тушат пожар, Джонни передаёт конверт капитану Томпсону и уходит вместе с Изабеллой и Руди.

## В ролях
- Джин Келли — Джованни Е. «Джонни» Коламбо
- Дж. Кэррол Нэш — Луис Лорелли
- Тереза Челли — Изабелла Гомболи
- Марк Лоуренс — Сезар Хавьер Серпи
- Фрэнк Пулья — Карло Саббаллера
- Барри Келли — капитан полиции Томпсон
- Марио Силетти — Бенни Данетта / Нино
- Карл Миллетэр — Джордж Аллани / Томазино
- Питер Брокко — Роберто Коламбо
- Элеонора фон Мендельсон — Мария Коламбо
- Грация Нарцизо — миссис Данетта
- Морис Сэмюэлс — Мориани
- Бёрк Саймон — судья
- Берт Фрид — обвинитель
- Мими Агулья — миссис Саббаллера

## Создатели фильма и исполнители главных ролей
Начиная с 1923 года и до завершения режиссёрской карьеры в 1967 году, режиссёр Ричард Торп поставил 182 фильма, самыми памятными среди которых стали детектив «Ночь должна опуститься» (1937), комедия «Двойная свадьба» (1937), комедийный детектив «Тонкий человек отправляется домой» (1944), фильм нуар «Малайя» (1949), приключенческие фильмы «Пленник Зенды» (1950) и «Айвенго» (1952), а также несколько фильмов про Тарзана 1930—1940-х годов.
Как написал историк кино Дэвид Стерритт, «Джин Келли родился петь и танцевать, но как и остальные голливудские звёзды, он иногда демонстрировал свои таланты и в иных сферах». В частности, в 1950 году, после мюзиклов «В городе» (1949) и «Возьми меня на бейсбол» (1949) и перед мюзиклами «Американец в Париже» (1951) и «Поющие под дождём» (1952) он сыграл драматическую роль мстящего итальянского иммигранта Джованни Коламбо в фильме «Чёрная рука». Как отметил журнал TV Guide, актёр Дж. Кэррол Нэш, как и Келли был ирландцем по происхождению, однако он «очень умело имитировал итальянский акцент, благодаря чему часто играл роли итальянцев», в частности, в многолетнем радиосериале «Жизнь с Луиджи» (1948—1953). Нэш дважды номинировался на кинопремию «Оскар» за роли второго плана в фильмах «Сахара» (1943) и «Медаль для Бенни» (1945).
Тереза Челли родилась в США в семье выходцев из Италии. Она начала сниматься в кино в 1949 году с фильма нуар «Инцидент на границе» (1949), вскоре последовали роли в фильме нуар «Асфальтовые джунгли» (1950) и байопике «Великий Карузо» (1951), однако затем она «странным образом исчезла с большого экрана». Сыграв в дальнейшем в нескольких телесериалах, в конце 1950-х годов Челли завершила артистическую карьеру. В период с 1932 по 2003 год актёр Марк Лоуренс сыграл более чем в 200 фильмах и телесериалах, часто играя гангстеров и преступников. Среди наиболее известных картин с его участием — фильмы нуар «Оружие для найма» (1942), «Ки Ларго» (1948), «Асфальтовые джунгли» (1950) и нуаровый вестерн «Случай в Окс-Боу» (1943).

## История, положенная в основу фильма
По информации «Голливуд Репортер» от сентября 1948 года, хотя картина вымышленная, она основана на фактическом материале об организованном криминальном синдикате «Чёрная рука», который возник в Италии и действовал в США в конце XIX века и первые годы XX века. Однако, по словам киноведа Хэла Эриксона, «на самом деле фильм основан на эпизодах, в которых злой силой выступала не „Чёрная рука“, а мафия. Однако даже в 1950 году Голливуд был вынужден проявлять осторожность, когда дело касалось крупной преступности. Было проще (и безопаснее) вести охоту на „умершую“ криминальную структуру, чем на „живую“».
Как отметил киновед Дэвид Стеррит, «одной из самых крупных реальных фигур, не упомянутых в фильме, был лейтенант Джузеппе „Джозеф“ Петрозино, который стал прообразом персонажа Луиса Лорелли. Петрозино приехал из Италии ещё ребёнком, в 1883 году он поступил на службу в нью-йоркскую полицию, дослужившись до должности руководителя „итальянского отряда“, которым руководил вплоть до своей смерти в 1909 году. Итальянский отряд, состоявший исключительно из итало-американцев, добился огромных успехов в борьбе с бандитами из „Чёрной руки“». Подобно герою фильма Петрозино был застрелен снайперами 12 марта 1909 года во время поездки в Италию в поисках улик против тех преступников, которые эмигрировали в Америку под вымышленными именами и могли быть депортированы, если против них имелись криминальные досье у итальянской полиции. Как подчёркивается в TV Guide, "смерть героя Нэша была именно такой, какой она была у Петрозино, который правда отправился не в Неаполь, а в Палермо, чтобы расследовать деятельность мафии, а не «Чёрной руки». Петрозино был убит ночью 12 марта 1909 года в тот момент, когда ожидал информатора у постамента статуи Гарибальди на Piazza Marina в самом сердце Палермо. В него было выпущено более 100 пуль. Позднее, в 1960 году образ Петрозино воплотил на экране актёр Эрнест Боргнайн в триллере «Заплати или умри». В том фильме было использовано его настоящее имя Петрозино.

## История создания фильма
Рабочее название этого фильма — «Нож» (англ.  The Knife).
В биографии Джина Келли отмечается, что изначально на главную роль планировался Роберт Тейлор. По словам историка кино Майкла Кини, «на главную роль действительно рассматривался Тейлор, однако в итоге было решено, что он недостаточно похож на итальянца».
Как отметил Стеррит, «следуя практике многочисленных фильмов с этническими злодеями, „Чёрная рука“ предваряет свою историю текстом, отдающим должное выдающимся итало-американцам — гиганту бейсбола Джо Ди Маджо, мэру Нью-Йорка Фиорелло ЛаГуардиа и прочим — которые добились признания к моменту этой истории, когда в Нью-Йорке было больше итальянцев, чем в Риме».
Фильм открывается следующим письменным предисловием: «На рубеже веков в Нью-Йорке жило больше итальянцев, чем в Риме. Многие поспешили туда в поисках богатства и свободы. Некоторые из них нашли только потери и страх. Из среды многочисленных итальянских иммигрантов вышли такие подлинные американцы, как Джо Ди Маджо, Фердинанд Пекора, Амадео Джанини, Фьорелло ЛаГуардиа и Джон Бейзилон. Эта история рассказывает о тяжёлых, суровых днях, когда эти новые граждане начали делать выбор в пользу американской мечты — когда они избавились от „Чёрной руки“, которая несла террор Старого мира, и привнесли яркое достоинство своим людям и этой нации».

## Оценка фильма критикой

### Общая оценка фильма
После выхода фильма на экраны кинообозреватель Босли Краузер дал ему в целом положительную оценку, написав, что хотя его можно рассматривать как «обычный исторический гангстерский фильм», тем не менее, он «предлагает больше, чем просто хороший, увлекательный гангстерский сюжет». Он воссоздаёт картину нью-йоркской Маленькой Италии первого десятилетия двадцатого века, впечатляюще представляя «многолюдный и беспокойный мир, непривычный и интригующий, в котором жили итальянские иммигранты».
Современные киноведы восприняли картину неоднозначно. Крейг Батлер пришёл к выводу, что это «на удивление хороший гангстерский фильм, который вдохновлён реальными событиями начала века, но не привязанный к конкретным деталям». Критика удивила «идея взять очень ирландских Джина Келли и Дж. Кэррола Нэша на роли итало-американцев», однако «оба исполнителя главных ролей выдают отличную игру, что существенно усиливает фильм». В итоге, по мнению Батлера, получился «напряжённый и захватывающий триллер, который заслуживает большей известности». Джефф Стаффорд отметил, что «это один из первых криминальных триллеров, который исследует террористические методы мафии того периода, когда эта криминальная организация ещё работала по низам. Он рисует точный портрет того, как „Чёрная рука“ хищнически относилась к иммигрантам и вымогала у них деньги с помощью угрозы насилия». Хотя персонаж Лорелли написан с реального Петрозино, тем не менее, «некоторые другие аспекты дела являются вымышленными». В результате, по мнению Стаффорда, «получился плотный напряжённый триллер, которому очень помогает операторская работа Пола Фогеля, придающая картине надлежащий нуаровый вид, а также атмосферная музыка Альберто Коломбо».
По словам Стерритта, «этот фильм нуар относится к числу самых визуально мрачных фильмов своего времени. Это последнее место, где ожидаешь увидеть Келли, предками которого были ирландцы, но отвага и ловкость помогают ему справиться с ролью». Рецензент журнала TV Guide также отметил, что это «необычный фильм для Келли, карьера которого на некоторое время застопорилась, пока он не вернулся с такими блокбастерами, как „Поющие под дождём“. Чтобы занять его, студия произвела „Чёрную руку“, один из первых фильмов о мафии, хотя сценарий осторожно переносит время действия в начало века и сводит криминальную деятельность к району Маленькая Италия в Нью-Йорке». Деннис Шварц назвал картину «в некоторой степени увлекательным фильмом о ранней мафии, который основан на реальной истории». Однако, по мнению Шварца, эта «криминальная драма не поднимается выше шаблонной, в ней слишком много вялых моментов, персонажи написаны безжизненно как стереотипная бутафория, действие слишком театрально, а сцены экшна не убедительны. Но Нэш и Келли крепки, вдыхая жизнь в эту умирающую, снятую в студии, мелодраму».

### Оценка работы режиссёра и творческой группы
По мнению Краузера, сюжет картины, подготовленный Лютером Дэвисом, «простоват» и «немного театрален». В реальности деятельность «Чёрной руки» носила «значительно более сложный характер, чем это представлено в фильме, который сводит всё до столкновения невинных людей с бандитами». А способ, с помощью которого «гангстеров удалось обнаружить и разбить, слишком прост и очевиден для того, чтобы воспринять его серьёзно». Тем не менее, благодаря самой истории и постановке Ричарда Торпа удалось «хорошо показать природу и поведение охваченных ужасом бедных людей. А простые, человеческие аспекты в контексте похищений, взрывов бомб и отношений с полицией показаны проникновенно и с юмором». Кроме того, Краузер обращает внимание на «очень хорошие производственные качества» фильма.
Батлер полагает, что «сценарий Лютера Дэвиса, хотя в чём-то и знакомый, сделан во всём правильно, а Торп ставит фильм с максимальным напряжением и атмосферой». Как замечает Шварц, «Торп создаёт мрачную атмосферу, а ирландско-американский танцор Джин Келли играет отважного итало-американского иммигранта, который хочет отомстить мафии за смерть отца в начале XX века. Это редкая драматическая роль для Келли, который и в этом жанре смотрится вполне на своём месте». Рецензент TV Guide отмечает «плотную постановку Торпа, которая поддерживает напряжение, отличную игру Келли в роли итальянского парня, а также одну из лучших работ Нэша в его карьере». Кроме того, «операторская работа Фогеля и музыка Коломбо формируют правильную атмосферу и звук».
По мнению Стерритта, «в визуальном плане фильм полностью соответствует названию благодаря зачернённой операторской работе Пола Фогеля и неосвещённым декорациям Габриеля Скогнамилло и великого Седрика Гиббонса, которые слишком грязны и уродливы, чтобы ощутить комфорт». Как далее отмечает критик, «в режиссёрской работе Торпа не так много оригинального». Одним из исключений становится сцена, «когда бандит избивает Джонни до потери сознания, нанося сильные удары по его голове ведром с водой. В результате вода выбрызгивается через край, заливая экран галлюциногенным каскадом. Расплывающаяся картинка показывает несфокусированное лицо, которое Джонни видит, приходя в сознание, и всё это за три секунды». По мнению Стерритта, «хорошо сделана также финальная сцена, в которой Джонни исчезает в толпе иммигрантов, которые, в конце концов, становятся главными героями этой истории. Старые студии имели талант к такого рода популистскому кинопроизводству, и „Чёрная рука“ служит увлекательным подтверждением этого».

### Оценка актёрской игры
Актёрская игра почти единодушно удостоилась высоких оценок. В частности, Босли Краузер высоко оценил «довольно колоритную игру хорошего актёрского ансамбля, где наилучший и наибольший вклад вносят Джин Келли и Дж. Кэррол Нэш». Как отмечает критик, «в своей первой „настоящей“ роли — то есть, без танцев и пения — Келли чрезвычайно силён в роли молодого итало-американца, который стремится помочь своим соседям избавиться от банды террористов и вымогателей, известной как „Чёрная рука“. А мистер Нэш не менее впечатляет в роли итальянского детектива нью-йоркской полиции, который объединяет усилия с молодым энтузиастом, чтобы избавиться от этого ужасающего бедствия». По мнению Краузера, «хороши в ролях меньшей значимости Тереза Челли как возлюбленная героя, Фрэнк Пулья в роли жертвы „Чёрной руки“, Карло Триколи в качестве предателя и Карл Миллитэр в роли щеголеватого бандита. Другие многочисленные актёры также играют свои эпизодические роли очень ярко».
Как отмечено в рецензии TimeOut, «Хотя двое ирландских американцев подобраны на свои роли не идеально, они оба достойно показывают себя в этом необычном, аккуратном маленьком триллере», а, по мнению рецензента TV Guide, «отлична также Тереза Челли, красивая подружка Келли». Как полагает Батлер, хотя Келли в полной мере «не доносит необходимый этнический колорит, его игра настолько хороша, что это не имеет особого значения. Вырванный из привычной для себя среды песен и танцев, Келли демонстрирует, что у него есть значительный драматический талант, и он способен справиться со значительно более широким диапазоном ролей, чем ему обычно предлагают». Что касается Нэша, то он «тоже выступает как ас, играя бывалого детектива, такого же бывалого, как он сам в качестве актёра. Тереза Челли также довольно хороша, и потому вызывает удивление, что её карьера была столь краткой». Джефф Стаффорд отмечает, что «Келли и Нэш настолько убедительны в ролях мужчин итальянского происхождения, что зрители были обмануты относительно их истинных корней. Келли вышел из кельтов, а Нэш был ирландцем, несмотря на то, что играл итальянцев очень часто. Большинство же других актёров были итальянцами. Среди них выделяется Тереза Челли. Несмотря на свою впечатляющую игру в этом фильме, голливудская карьера Челли была краткой, и она сыграли ещё всего лишь в трёх фильмах прежде чем кануть в неизвестность».
По словам Стерритта, «Нэш превращает своего положительного копа в тёплого и симпатичного персонажа», конкурируя по объёму экранного времени с Келли, который играет главного героя картины. Келли же играет свою роль «с изрядной долей щегольства, и его обычный образ звезды мюзиклов привносит дополнительную иронию в некоторые сцены — например, когда гангстеры ломают ему ногу, или когда он сбегает из плена, поджигая бикфордов шнур своими ловкими ногами вместо связанных рук». Майкл Кини полагает, что «актёрская игра хороша (если не считать Нэша и его глупого акцента)», при этом отмечая, что «помимо проблемы с ирландцами в ролях итальянцев, зрителю предлагают поверить в то, что Келли, которому на момент съёмок было 38 лет, играет примерно 23-летнего». Кини особенно выделяет «потрясающую игру Марка Лоуренса в роли мафиозного босса».